# آب‌انبار پهن کوچه
آب‌انبار پهن کوچه(ملقب به "حوزوم بار پهکو" بین مردم)  مربوط به دوره قاجار است و در شهرستان طبس، بخش مرکز ی، شهر طبس واقع شده و این اثر در تاریخ ۲۷ بهمن ۱۳۸۷ با شمارهٔ ثبت ۲۴۷۵۹ به‌عنوان یکی از آثار ملی ایران به ثبت رسیده است.